# Kazuaki Tasaka
Kazuaki Tasaka (jap. 田坂和昭 Tasaka Kazuaki; ur. 3 sierpnia 1971 roku w Hiroszimie) - japoński piłkarz, reprezentant kraju.

## Kariera klubowa
Od 1994 do 2002 roku występował w klubach: Bellmare Hiratsuka, Shimizu S-Pulse i Cerezo Osaka.

## Kariera reprezentacyjna
W reprezentacji Japonii zadebiutował w 1995. W reprezentacji Japonii występował w latach 1995-1999. W sumie w reprezentacji wystąpił w 7 spotkaniach.

## Statystyki
| Reprezentacja Japonii | Reprezentacja Japonii | Reprezentacja Japonii |
| Rok                   | Mecze                 | Gole                  |
| --------------------- | --------------------- | --------------------- |
| 1995                  | 4                     | 0                     |
| 1996                  | 0                     | 0                     |
| 1997                  | 0                     | 0                     |
| 1998                  | 0                     | 0                     |
| 1999                  | 3                     | 0                     |
| Razem                 | 7                     | 0                     |

## Osiągnięcia
- Puchar Cesarza: 1994